# Barbara Engelking
Barbara Engelking (* 22. dubna 1962, Varšava) je polská socioložka specializující se na studia holocaustu. Je zakladatelkou Polského centra pro výzkum holocaustu ve Varšavě a autorkou nebo editorkou několika prací o holocaustu v Polsku.

## Vzdělání a kariéra
V roce 1988 získala magisterský titul v oboru psychologie na Varšavské univerzitě a později doktorský titul v oboru sociologie na Polské akademii věd s disertační prací na téma Zkušenost holocaustu a jeho důsledky v autobiografických záznamech (1993).
Od roku 1993 pracuje v Polském centru pro výzkum holocaustu, součásti Institutu filozofie a sociologie při Polské akademii věd. Od roku 2014 je předsedkyní polské International Auschwitz Council. Od listopadu 2015 do dubna 2016 působila v rámci programu Ina Levine Invitational Scholar v United States Holocaust Memorial Museum Mandel Center ve Washingtonu, DC.

## Dílo
Kniha The Warsaw Ghetto: A Guide to the Perished City (2009), kterou napsala společně s Jackem Leociakem, poskytuje podrobné mapy ghetta, aby čtenáři mohli najít ulice a bývalé komunitní struktury. Michael Marrus ji popsal jako „ohromující dílo, jednu z nejdůležitějších knih o historii nacistického holocaustu“.
V recenzi knihy Such a Beautiful Sunny Day: Jews Seeking Refuge in the Polish Countrysice, 1942-1945 (2016), v polštině poprvé publikované v roce 2012, Grzegorz Rossoliński-Liebe napsal, že zpochybňuje německou tendenci zanedbávat neněmecké pachatele holocaustu, stejně jako polské tendence pohlížet na Poláky v Němci okupovaném Polsku výhradně jako na oběti. Historik Samuel Kassow popsal v roce 2013 dílo Barbary Engelking a tří dalších učenců Jana Grabowského, Aliny Skibińské a Dariusze Libionky jako „historický úspěch prvního řádu“, který podkopává „samoúčelné mýty o polsko-židovských vztazích za druhé světové války".
V roce 2018 Engelking a Grabowski spolueditovali knihu Dalej jest noc: losy Żydów w wybranych powiatach okupowanej Polski (Noc bez konce: Osudy Židů v okupovaném Polsku), která představuje rozsáhlé dvousvazkové dílo o 1600 stranách o devíti polských oblastech, okupovaných Německem v době holokaustu.
V únoru 2021 varšavský soud rozhodl, že Grabowski a Engelking se musí omluvit za svá tvrzení o Edwardu Malinowském (sołtys z polské vesnice Malinowo) v Dalej jest noc, v srpnu rozsudek zrušil odvolací soud. Kvůli relativizaci obrazu polské společnosti coby obětí je kritizována polskou vládou strany PiS, řada odborníků a institucí však jednoznačně podporuje nezávislý výzkum.